# Владимир Пилгуй
Владимир Пилгуй (на украински: Володимир Пільгуй; на руски: Владимир Пильгуй) е съветски и украински футболист и треньор. Почетен майстор на спорта на СССР (1969).

## Кариера
Юноша е на Строител и ФК Днипро. Играе за Днипро (1965-1969), Динамо Москва (1970-1981) и Кубан Краснодар (1982-1983). Пилгуй изиграва 12 мача за националния отбор на СССР, участва на Евро 1972 и спечелва два олимпийски бронзови медала.
В периода 1989-1990 г. в президент на Динамо (Москва), а през 1996-1997 е в ръководството на Торпедо (Москва).

## Отличия

### Отборни
Динамо Москва
- Купа на СССР по футбол: 1970, 1977